# Mao jezici
Mao jezici, jedna od tri glavna ogranka sjevernoomotskih jezika koju čine s jezicima Gonga-Gimojan i dizoid. Sastoji se od dvije podskupine s ukupno (4) jezika, svi iz Etiopije, to su: 
a. istočni (1): bambassi s 5.000 govornika (1982 SIL) [myf].
b. zapadni (3): ganza [gza], hozo [hoz] i seze [sze]

## Vanjske poveznice
- Ethnologue (14th)
- Ethnologue (15th)